# Skoglösa
Skoglösa är en bebyggelse i Önnestads distrikt i Kristianstads kommun i Skåne län. SCB avgränsade här en småort från 2015 till 2023.

## Befolkningsutveckling
| Befolkningsutvecklingen i Skoglösa 2015–2015 | Befolkningsutvecklingen i Skoglösa 2015–2015 | Befolkningsutvecklingen i Skoglösa 2015–2015 | Befolkningsutvecklingen i Skoglösa 2015–2015 | Befolkningsutvecklingen i Skoglösa 2015–2015 |
| -------------------------------------------- | -------------------------------------------- | -------------------------------------------- | -------------------------------------------- | -------------------------------------------- |
|                                              |                                              |                                              |                                              |                                              |
| År                                           |                                              |                                              | Folkmängd                                    | Areal (ha)                                   |
| 2015                                         | 2015                                         |                                              | 52                                           | 20#                                          |
| Anm.: Ny småort 2015. # Som småort.          |                                              |                                              |                                              |                                              |

## Kända personer
- Harald Johnsson, politiker